# Andrea Mari
Andrea Mari detto Brio (Rosia, 13 ottobre 1977 – Bolgheri, 17 maggio 2021) è stato un fantino italiano.

## Carriera
Nel luglio del 2000 corre la prima Prova al Palio di Siena per la Contrada Valdimontone, montando il cavallo Un Grigino. Sempre nel 2000 esordisce al Palio di Asti per il Rione San Silvestro, non riuscendo però a superare la batteria eliminatoria.
Nel 2001 esordisce a Fucecchio per la Contrada Querciola, conquistando su Francobollo la finale, la quale però non viene disputata. Esordisce anche al Palio di Bientina, dove ottiene la 2ª posizione per la Contrada Cilecchio, alle spalle della  Forra.
Nell'agosto del 2001 arriva invece l'esordio al Palio di Siena, montando Razzo de Nulvi per la Contrada della Tartuca; successivamente correrà anche il Palio di Asti per il Rione Santa Caterina, senza accedere alla finale.
Nel 2002 ottiene il secondo posto a Fucecchio, sempre per la Contrada Querciola montando la cavalla Bugia, conosciuta anche con il nome di Indian Ocean, sia a luglio che ad agosto; prende poi parte al Palio di Siena, montando Venus VIII nell'Aquila e Varco II nell'Oca. Corre nuovamente al Palio di Asti, conquistando il 2º posto per il Rione Santa Caterina.

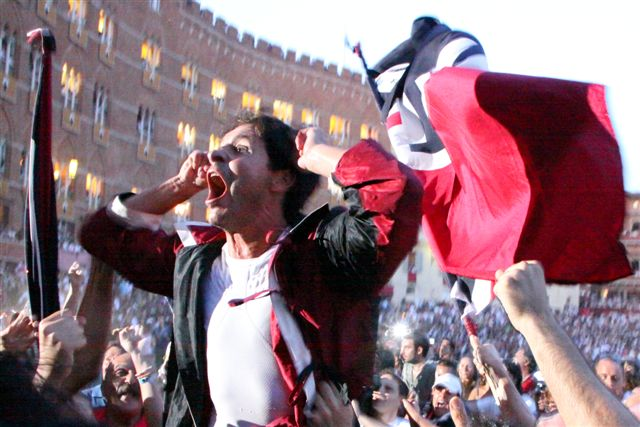
Andrea Mari esulta per la sua vittoria al Palio dell'agosto 2009

Nel 2003 conquista il Palio di Ferrara per il Rione San Giacomo, montando Tanza, e raggiunge la finale al Palio di Fucecchio, dove si piazza 7º disarcionato dal cavallo Onda. Nel luglio 2003 è costretto a saltare il Palio di Siena per squalifica, ma corre regolarmente ad agosto per la Contrada dell'Aquila, cavalcando Big Big.
Nel 2004 conquista ancora il Palio di Ferrara, stavolta per il Rione Santo Spirito, sul cavallo Olmo River; poi si piazza 3º al Palio di Fucecchio indossando il giubbetto di Sant’Andrea su Asterixi. Dopo aver nuovamente saltato il Palio senese di luglio per squalifica, corre a quello di agosto montando Zilata Usa, per i colori del Valdimontone.
Nel 2005 corre il Palio di Fucecchio, ancora per la Contrada Querciola, piazzandosi 7º in finale, a Siena corre a luglio con la Contrada della Tartuca su Et di Gallura, e ad agosto per l'Onda su Choci, in un Palio che vedrà vincitrice, dopo 44 anni, la Contrada rivale dell'Onda, la Contrada della Torre, a settembre è chiamato ancora al Palio di Fucecchio, per l'edizione Straordinaria del Palio, con la Contrada Querciola, montando Debellante e arrivando 3º.

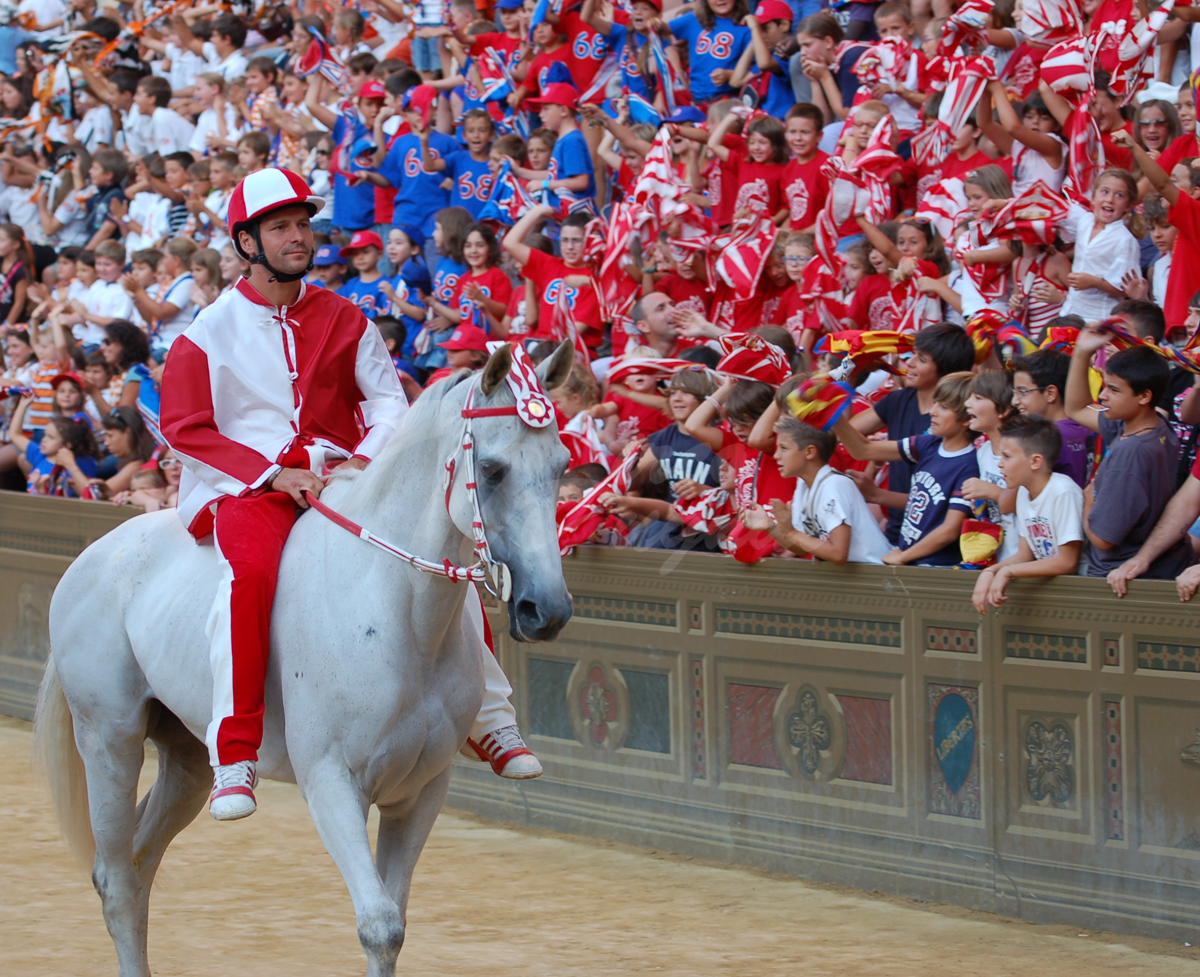
Brio su Fedora Saura (agosto 2011)

Il 2006 lo vede vincere a sorpresa il Palio di Siena per la Pantera nella carriera di Provenzano, in una corsa combattuta e incerta: alla mossa balza subito in testa l'Aquila (con Virginio Zedde su Ellery), seguono Torre (Luca Minisini su Desmon), Selva (Alberto Ricceri su Fedora Saura) e Leocorno (Giovanni Atzeni su Zilata Usa). La favorita Istrice parte attardata (era di rincorsa e non è riuscita a trovare un allineamento favorevole per partire bene) e Trecciolino si ritrova sull'esterno, con una traiettoria sfavorevole; al primo San Martino c'è una vera e propria ammucchiata di cavalli, dove cadono Torre, Giraffa e Leocorno. Ne approfitta l'Aquila che allunga, mentre la Pantera, partita dalle retrovie, approfitta del "tamponamento" al primo San Martino per risalire delle posizioni. Prima del secondo san Martino le posizioni sono: Aquila, Oca, Pantera. Subito dopo il secondo casato la Pantera riesce ad infilare l'Oca dall'interno, ma l'Aquila sembra ormai lontanissima e manca solo un giro. Qui avviene invece il "miracolo", con il Mari che riesce tra l'ultimo San Martino ed il Casato a guadagnare metro su metro, spronando al massimo il cavallo Choci. All'ultimo casato  Lo Zedde sbaglia traiettoria prendendo la curva troppo larga e la contrada rivale, la Pantera, lo affianca dall'interno. Nel testa a testa tra le due rivali prima del bandierino è Brio su Choci a spuntarla, con uno scatto che lascia l'Aquila dietro la linea del bandierino.
Ad agosto, ancora per la Contrada della Pantera, arriva 2º, sempre con il cavallo Choci, nel palio vinto dalla Selva.
Nel 2007 torna a correre il Palio di Fucecchio, per la Nobile Contrada Sant'Andrea, montando Eugenie ed arrivando 4º, al Palio di Siena invece, in quello di luglio, arriva 2º montando Dostoevskij per la Nobile Contrada del Nicchio; prende parte anche al Palio di agosto, per la Contrada Sovrana dell'Istrice, montando Elisir di Logudoro, ma non riesce a ripetere i risultati precedenti, restando sempre nelle retrovie.
Il 18 agosto partecipa per la prima volta al Palio di Piancastagnaio per l'Imperiale Contrada Castello sulla purosangue "La Nera", da lui stesso allenata; la corsa, dominata dalla mossa all'arrivo, lo vede vincitore, riportanto il Palio ai colori rosso-verdi dopo nove anni.
Ha preso parte anche al Palio di Asti, vestendo il giubbetto del Borgo Tanaro Trincere Torrazzo, senza però accedere alla finale.
Nel maggio del 2008 partecipa al Palio di Legnano, difendendo i colori bianco-verdi di San Domenico. Arriva 2° montando Rockyness.
A Siena anche nel 2008 non riesce a ripetere le prestazioni dei due anni precedenti: a luglio corre ancora con la Pantera, dove disputa una gara in ombra complice il cavallo scarso toccato in sorte alla contrada. Ma è soprattutto ad agosto che delude, quando disputa il palio da super-favorito con la contrada della Torre, dato che cavalca il vincitore di luglio Già del Menhir. In quel palio la spunterà invece a sorpresa il Bruco, con il Mari indietro per tutta la corsa a rincorrere lo scosso del Drago, l'Oca ed il Bruco.
Ha corso anche al Palio di Asti, per i colori oro-rosso del Rione San Paolo, classificandosi in finale al 3º posto in rimonta.
Il 2009 non comincia sotto migliori auspici: al Palio di Fucecchio, per la Contrada Cappiano, corre con Istrix, cavallo più che modesto, non riesce a raggiungere la finale complice una mossa irregolare data con il cavallo completamente girata e dopo che il mossiere aveva invalidato una mossa regolare dove era partito in testa. Al Palio di Legnano, il 31 di maggio, s'infortuna nella finale a causa di un difetto del nuovo canape testato per la prima volta nell'occasione. La corda non si abbassa abbastanza velocemente e mentre le altre contrade riescono a partire, il Mari cade rovinosamente riportando la frattura di una clavicola.
Ciò sembrava mettere in discussione la sua presenza sul tufo il due di luglio al Palio di Siena. Invece il fantino recupera e raggiunge l'accordo per correre il 2 luglio con la Contrada della Civetta. L'infortunio del cavallo Iesael la sera della prova generale però, esclude la partecipazione della contrada al palio del giorno successivo.
Il 16 agosto 2009 corre il Palio di Siena di nuovo con la Contrada della Civetta su Istriceddu, conquistando per la seconda volta la vittoria a Siena. Tale affermazione, oltre a togliere la cuffia trentennale alla Contrada, lo consacra definitivamente tra i grandi del Palio.
Nel 2010, dopo aver scontato la squalifica di un palio per scorrettezze al canape della carriera precedente, torna nuovamente a difendere i colori della Contrada della Civetta con il cavallo Ilon, senza però riuscire a vincere.
Il 16 agosto 2011 corre il Palio di Siena con la Contrada della Giraffa su Fedora Saura, conquistando per la terza volta la vittoria a Siena.
Il 2 luglio 2013 monta a cavallo per difendere i colori della Contrada della Lupa sul cavallo grigio Indianos, corre un palio combattuto fino alla fine, riuscendo ad arrivare secondo al bandierino, ma subito dopo l'arrivo cade da cavallo. Sopraggiungono a quel punto i contradaioli della contrada rivale della Lupa che lo picchiano. La convalescenza dopo questo incidente è stata lunga e Andrea Mari si ripresenta ai canapi nel 2014 completamente ristabilito.
Il 16 agosto 2014 corre il Palio di Siena con la Contrada della Civetta su Occolé, conquistando per la quarta volta la vittoria a Siena.
Il 21 settembre dello stesso anno si aggiudica anche la vittoria al Palio di Asti, per il rione di Santa Caterina.
Il 2 luglio 2015 con la cavalla Morosita Prima si aggiudica il secondo Palio consecutivo (dopo la vittoria di agosto 2014), portando alla vittoria la contrada della Torre.
Il 29 maggio 2016 con il cavallo Totò vince il Palio di Legnano per la contrada di San Martino.
Dopo aver scontato un Palio di squalifica a luglio, "Brio" torna a correre il Palio di Siena il 16 agosto 2016. Va a montare Morosita Prima nella Contrada del Drago; nonostante un'ottima corsa, viene superato dalla Contrada della Lupa al terzo giro, riuscendo così solo a sfiorare la vittoria.
Nel dicembre 2017 diventa fantino di Contrada del Bruco. Il 2 luglio 2018 partecipa al Palio della Madonna di Provenzano coi colori della Contrada del Drago in sella al cavallo Rocco Nice ottenendo il suo sesto successo in piazza del Campo. Ad agosto monta sempre per la Contrada del Drago il cavallo Pathos de Ozieri, non riuscendo tuttavia a bissare la vittoria di luglio.
Nel Palio Straordinario del 20 ottobre 2018 corse nella Civetta con il cavallo Techero. All'inizio del secondo giro riuscì a prendere la testa, ma all'ingresso della curva di San Martino il cavallo andò a dritto, ponendo così fine alle speranze di vittoria della Civetta.
Nel Palio del 2 luglio 2019 indossa per la prima volta il giubbetto del Bruco montando il cavallo Solu Tue Due. Nonostante una buona partenza, non riuscì a conseguire la vittoria.
Nell'agosto 2019 sfiora la settima vittoria sul tufo senese per i colori della Contrada del Bruco montando Schietta. Mari prende la testa alla prima curva di San Martino e la mantiene fino a pochi centimetri dal bandierino, quando viene superato dal cavallo della Selva Remorex, che da "scosso" compie la rimonta, cogliendo la seconda vittoria in carriera e regalando a Giovanni Atzeni detto Tittia il settimo successo in Piazza del Campo, nonché il secondo personale "cappotto"  al Palio di Siena.

## Morte
Muore il 17 maggio 2021 in un incidente stradale a Bolgheri, nel comune di Castagneto Carducci, mentre percorreva il celebre viale dei Cipressi.
Il successivo 20 maggio viene allestita la camera ardente presso il Cortile del Podestà del Palazzo Pubblico di Siena, quindi l'indomani vengono celebrate le esequie nella Chiesa di Santa Maria di Provenzano.
Brio riposa nel cimitero di Torri, presso Rosia, nel comune di Sovicille.

## Presenze al Palio di Siena

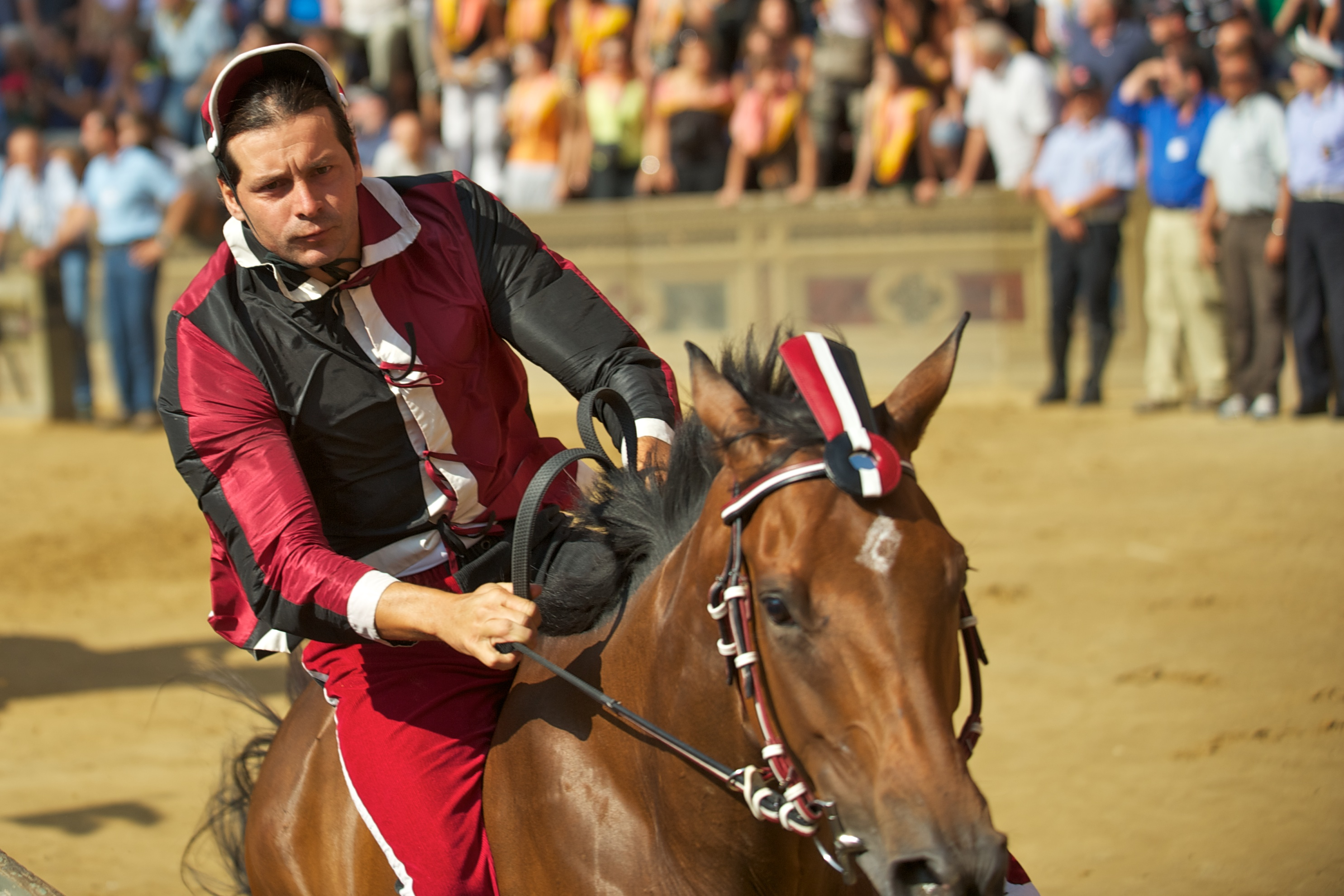
Brio su Marrocula nel 2011

Le vittorie sono evidenziate ed indicate in neretto.
| Palio           | Contrada     | Cavallo            | Note   |
| --------------- | ------------ | ------------------ | ------ |
| 16 agosto 2001  | Tartuca      | Razzo de Nulvi     | scosso |
| 2 luglio 2002   | Aquila       | Venus VIII         |        |
| 16 agosto 2002  | Oca          | Varco II           |        |
| 16 agosto 2003  | Aquila       | Big Big            | scosso |
| 16 agosto 2004  | Valdimontone | Zilata Usa         | scosso |
| 2 luglio 2005   | Tartuca      | E.T. di Gallura    | scosso |
| 16 agosto 2005  | Onda         | Choci              |        |
| 2 luglio 2006   | Pantera      | Choci              |        |
| 16 agosto 2006  | Pantera      | Choci              |        |
| 2 luglio 2007   | Nicchio      | Dostoevskij        |        |
| 16 agosto 2007  | Istrice      | Elisir di Logudoro |        |
| 2 luglio 2008   | Pantera      | Indira Bella       |        |
| 16 agosto 2008  | Torre        | Già del Menhir     |        |
| 16 agosto 2009  | Civetta      | Istriceddu         |        |
| 16 agosto 2010  | Civetta      | Ilon               |        |
| 2 luglio 2011   | Civetta      | Marrocula          | scosso |
| 16 agosto 2011  | Giraffa      | Fedora Saura       |        |
| 2 luglio 2012   | Giraffa      | Moedi              |        |
| 16 agosto 2012  | Civetta      | Moedi              | scosso |
| 2 luglio 2013   | Lupa         | Indianos           | scosso |
| 2 luglio 2014   | Pantera      | Indianos           |        |
| 16 agosto 2014  | Civetta      | Occolè             |        |
| 2 luglio 2015   | Torre        | Morosita Prima     |        |
| 17 agosto 2015  | Torre        | Roba e Macos       |        |
| 16 agosto 2016  | Drago        | Morosita Prima     |        |
| 2 luglio 2017   | Civetta      | Smeraldo Nulese    |        |
| 16 agosto 2017  | Torre        | Polonski           | scosso |
| 2 luglio 2018   | Drago        | Rocco Nice         |        |
| 16 agosto 2018  | Drago        | Phatos de Ozieri   |        |
| 20 ottobre 2018 | Civetta      | Techero            |        |
| 2 luglio 2019   | Bruco        | Solu Tue Due       |        |
| 16 agosto 2019  | Bruco        | Schietta           |        |

## Presenza negli altri Palii

### Palio di Asti
| Palio | Rione, Borgo, Comune | Cavallo    | Piazzamento   | Note |
| ----- | -------------------- | ---------- | ------------- | ---- |
| 2004  | Rione Cattedrale     | Olmo River | 4°            |      |
| 2008  | Rione San Paolo      |            | 3°            |      |
| 2014  | Rione Santa Caterina | 958        | 1° (Sendallo) | -    |

### Palio di Fucecchio
| Palio            | Contrada    | Cavallo              | Piazzamento           | Note                         |
| ---------------- | ----------- | -------------------- | --------------------- | ---------------------------- |
| 10 giugno 2001   | Querciola   | Francobollo          | Accede alla Finale    | Palio non Assegnato          |
| 9 giugno 2002    | Querciola   | Bugia (Indian Ocean) | 2°                    |                              |
| 8 giugno 2003    | Querciola   | Onda (scosso)        | 7°                    |                              |
| 23 maggio 2004   | Sant’Andrea | Asterixi             | 3°                    |                              |
| 22 maggio 2005   | Querciola   | Elisiryo             | 7°                    |                              |
| 4 settembre 2005 | Querciola   | Debellante           | 3°                    | Palio Straordinario XXV Anno |
| 20 maggio 2007   | Sant’Andrea | Eugenye              | 3°                    |                              |
| 20 maggio 2008   | Querciola   | Guru                 | Eliminato in batteria |                              |
| 24 maggio 2009   | Cappiano    | Istrix               | Eliminato in batteria |                              |
| 23 maggio 2010   | Cappiano    | Nottifrimmesmai      | 6°                    |                              |
| 22 maggio 2011   | Borgonovo   | Nambo King           | Eliminato in batteria |                              |
| 20 maggio 2012   | Borgonovo   | Manioca              | Eliminato in batteria |                              |
| 24 maggio 2013   | Querciola   | Misteriosu           | Eliminato in batteria |                              |
| 18 maggio 2014   | Raimonda    | Pressing De Mores    | 7°                    |                              |
| 24 maggio 2015   | Raimonda    | Nanneddu             | 4º                    |                              |
| 22 maggio 2016   | Raimonda    | Djib (Scosso)        | Eliminato in batteria |                              |
| 19 maggio 2017   | Ferruzza    | Quantu Alese         | 6°                    |                              |
| 18 maggio 2018   | Botteghe    | Uired                | 7°                    |                              |
| 20 maggio 2019   | Botteghe    | Le Kabil             | 6°                    |                              |

### Palio di Legnano
| Palio | Contrada      | Cavallo    | Piazzamento           | Note                       |
| ----- | ------------- | ---------- | --------------------- | -------------------------- |
| 2008  | San Domenico  | Rockyness  | Finale                | Palio corso con la pioggia |
| 2009  | San Domenico  | Rockyness  | Finale 4°             | Cade alla mossa            |
| 2010  | San Martino   | Sister Bug | Eliminato in batteria |                            |
| 2013  | Sant'Ambrogio | L'Inglese  | Finale                |                            |
| 2014  | Sant'Ambrogio | L'Inglese  | Eliminato in batteria |                            |
| 2015  | Sant'Ambrogio | Borgomio   | Finale                | Arriva 2° al fotofinish    |
| 2016  | San Martino   | Totò       | Vittoria              | -                          |
| 2017  | San Martino   | Up Rise    | Finale                |                            |
| 2018  | San Martino   | Haugh      | Eliminato in batteria |                            |